# Ariâmenes (filho de Dario I)
Ariabignes (conforme Heródoto) ou Ariâmenes (conforme Plutarco) foi um meio-irmão de Xerxes I, sendo o filho mais velho de Dario I. Ariabignes era filho da filha de Gobrias.
Quando Dario morreu, alguns acharam que o sucessor deveria ser Ariâmenes, por ser o mais velho, mas outros preferiam Xerxes, porque ele era filho de Atossa, filha de Ciro II, e havia nascido depois que Dario se tornou rei dos reis. Ariâmenes estava na Média, e chegou bem calmo, como se viesse a uma corte de justiça, encontrando Xerxes exercendo as funções de rei. Xerxes o cobriu de honras, mas Ariâmenes disse que o reino era dele, por direito. Quem decidiu foi Artabano, irmão de Dario, e ele escolheu Xerxes; neste momento Ariâmenes jurou obediência a Xerxes, tomou-o pela mão e colocou-o no trono; Xerxes passou a honrar Ariâmenes.
Ele foi um dos comandantes da frota persa durante o ataque de Xerxes, nas Guerras Médicas; os outros comandantes eram Prexaspes, filho de Aspatines, Megabazo, filho de Megábates e Aquêmenes, irmão por parte de pai e de mãe de Xerxes.
Ariâmenes morreu na Batalha de Salamina. Ele era almirante da frota persa, e seu barco foi abalroado pelo barco de Ameinias o Deceliano e Sócles o Peaniano; Ariâmenes tentou abordar a trirreme grega, mas foi morto pelas lanças. Seu corpo foi reconhecido por Artemísia I de Cária.